# Ricardo Núñez Lissarrague
Ricardo Núñez Lissarrague (Betanzos, La Coruña, 16 de julio de 1904 - Palma de Mallorca, 14 de junio de 1998) fue un actor, guionista, productor y director de cine español.

## Biografía
Nacido en el seno de una familia acomodada del Betanzos de principios del siglo XX, Ricardo se traslada a Madrid en 1923, donde abre una cafetería denominada "Atocha". Asiduo a las tertulias artísticas del café "María Cristina", allí descubre al actor y director Florián Rey, que le contrata para actuar en la película muda El pilluelo de Madrid. Esta colaboración le abriría las puertas para participar en otras muchas películas del citado director, como Águilas de acero y, sobre todo, La hermana San Sulpicio, film este último que le haría saltar a la fama junto a Imperio Argentina.
La aparición del sonido en el cine supone un gran reto para Ricardo: el de camuflar su marcado acento gallego. Superado este hándicap, y tras algunas apariciones menores, se pone a las órdenes del director Benito Perojo para rodar Susana tiene un secreto, Se ha fugado un preso o Rumbo al Cairo, convirtiéndose en una de las estrellas más representativas del cine español del momento.
Al estallar, el 18 de julio de 1936, la guerra civil española, Ricardo colabora en varias películas de apoyo a la República, que a la postre perdería la guerra. Se ve obligado a exiliarse a Argentina, donde se estrena como director con los largometrajes Madre Alegría y Fuego sagrado. Igualmente, produce varias películas para Benito Perojo, como Chiruca o La copla de la Dolores, de nuevo con Imperio Argentina como protagonista.
La revolución que estallaría en Argentina en 1955 provoca el regreso de Ricardo Núñez a España, donde dirigiría "La chica del barrio" y hasta cuatro películas más. En su penúltimo trabajo como director, Lo que cuesta vivir, realiza un cameo apareciendo como taxista.
A partir de 1962 se centra en su labor de guionista y productor, procurando aislarse de la popularidad y llevar una vida tranquila hasta su fallecimiento a la edad de 93 años.

## Filmografía

### Como actor
- Lo que cuesta vivir (1958), de Ricardo Núñez.
- Nuestro culpable (1938), de Fernando Mignoni.
- En busca de una canción (1937), de Eusebio Fernández Ardavín.
- Rumbo al Cairo (1935), de Benito Perojo.
- Es mi hombre (1935), de Benito Perojo.
- Crisis mundial (1934), de Benito Perojo.
- Se ha fugado un preso (1934), de Benito Perojo.
- Sol en la nieve (1933), de León Artola.
- Alalá (1933), de Adolf Trotz.
- Corre, mulilla (1933), de Benito Perojo (cortometraje).
- Susana tiene un secreto (1933), de Benito Perojo.
- El hombre que se reía del amor (1933), de Benito Perojo.
- Las noches de Port Said (1931), de Leo Mittler.
- La aldea maldita (1930), de Florián Rey.
- 48 pesetas de taxi (1930), de Fernando Delgado de Lara.
- Fútbol, amor y toros (1929), de Florián Rey.
- La Hermana San Sulpicio (1927), de Florián Rey, junto a Imperio Argentina.
- Águilas de acero o los misterios de Tánger (1927), de Florián Rey.
- El Pilluelo de Madrid (1927), de Florián Rey.

### Como director
- Detective con faldas (1962).
- Lo que cuesta vivir (1958).
- Tremolina (1957).
- Malagueña (1956).
- La chica del barrio (1956).
- Fuego sagrado (1950).
- Madre Alegría (1950).

### Como productor
- Cuentos de las sábanas blancas (1977), de Mariano Ozores.
- El alma se serena (1970), de José Luis Sáenz de Heredia.
- Miss Cuplé (1959), de Pedro Lazaga.
- Lo que cuesta vivir (1958), de Ricardo Núñez.
- Tremolina (1957), de Ricardo Núñez.
- Malagueña (1956), de Ricardo Núñez.
- La copla de la Dolores (1947), de Benito Perojo.
- Villa Rica del Espíritu Santo (1945), de Benito Perojo.
- Martingala (1940), de Fernando Mignoni.
- Nuestra Natacha (1936), de Benito Perojo.

### Como guionista
- Escándalo en el internado (1965), de Marino Girolami.
- Lo que cuesta vivir (1958), de Ricardo Núñez.
- Tremolina (1957), de Ricardo Núñez, en cooperación con Mauricio Torres.
- Madre Alegría (1950), de Ricardo Núñez.